# Teufelsstein (Herongen)

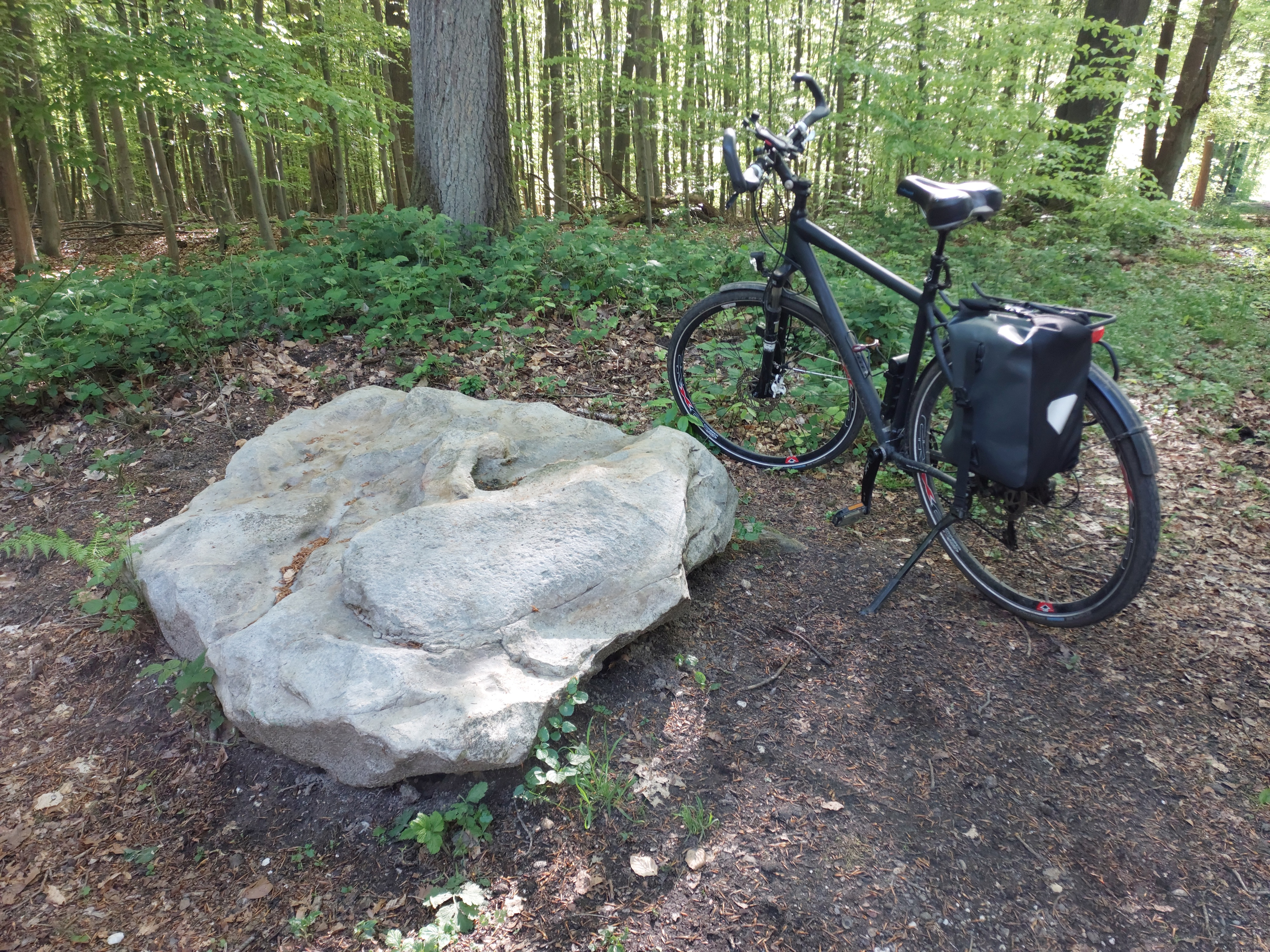
Der Teufelsstein in den Heronger Buschbergen (mit Größenvergleich).

Der Teufelsstein in den Heronger Buschbergen ist ein Findling bei Herongen, einem Ortsteil von Straelen in Nordrhein-Westfalen. Er ist ein Braunkohlensandstein, der aus dem Mittelrheingebiet mit dem Inlandeis des Urrheins bis an den Niederrhein transportiert wurde. Es handelt sich also, entgegen erster Annahmen bis in die 1950er Jahre, nicht um einen Findling aus nordischem Gestein, der vor Jahrtausenden im Eiszeitalter durch vordringende Eismassen aus dem Norden herangeschafft wurde. Der Heimatforscher Professor Dr. Dr. h.c. Albert Steeger widerlegte im Rahmen einer Freilegung und Hebung des Steins diese Vermutung.
Die Abmessungen des Steins betragen etwa 2,00 m × 1,35 m × 0,35 m und sind für niederrheinische Verhältnisse beachtlich.

## Lage und Geschichte
Der Teufelsstein liegt an der Jülicher Straße zwischen Herongen und Hinsbeck, am Abzweig Schürkesweg, unterhalb des Badesees Blaue Lagune. Die Jülicher Straße ist Teil einer alten Römerstraße, die in der Römerzeit Xanten mit Köln verband. In der Nähe des Teufelssteins befand sich eine Pferdewechselstation. Wasserleitungsröhren, Ziegel mit Legionsstempeln der XXX. Legion und Scherben von Terra-Sigillata-Keramik wurden hier seit dem 19. Jahrhundert gefunden. Auch Funde von eisernen und bronzenen Gebrauchsgegenständen, Münzen, Öllampen und Statuetten belegen, dass die Station hier zwischen dem 1. und dem 4. Jahrhundert existiert hat. Die Jülicher Straße ist auf Höhe des Findlings für Kraftfahrzeuge gesperrt.
Etwa 200 Meter südlich des Teufelsteins fanden von 1808 bis 1810 Grabungsarbeiten statt. Eine künstliche Wasserstraße mit einer Breite von 16 Metern und einer Tiefe von 2,60 Metern sollte den Rhein mit der Maas in den Niederlanden verbinden. Das von Napoleon initiierte Projekt „Nordkanal“ wurde aber schon am 1. Januar 1811 wieder eingestellt. Die heute noch sichtbaren Grabungen sind zum Teil mit Wasser gefüllt.

## Die Sage vom Teufelsstein am Buschberg

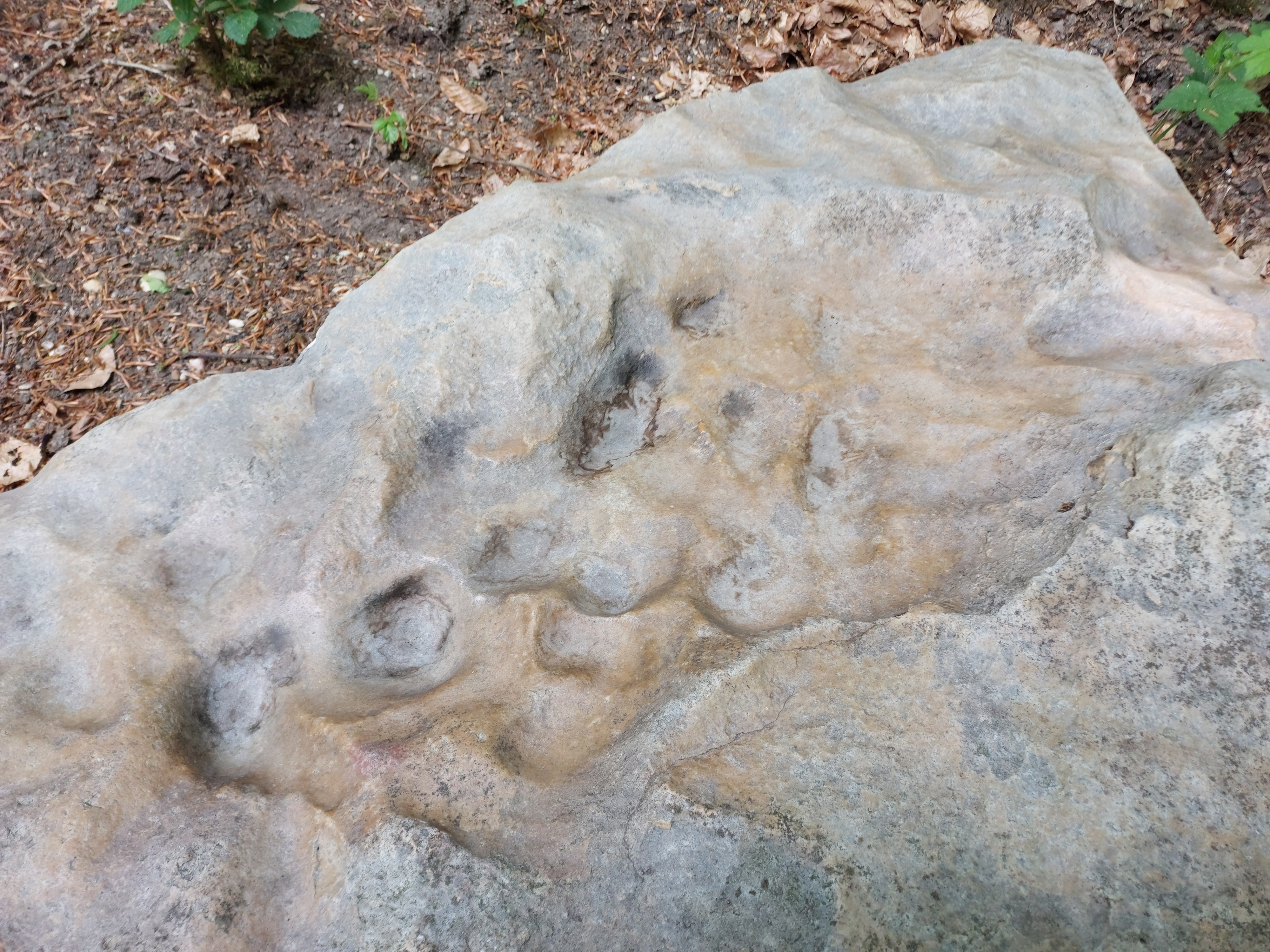
Der Sage nach hinterließ der Teufel durch die Wucht des Wurfes diese Vertiefungen im Stein.

Der Bauer Speith lebte in der Bauernschaft Herschel, einem kleinen Weiler unweit der Krickenbecker Seen, direkt an der Ortsgrenze zu Hinsbeck. Er mühte sich tagtäglich auf dem kargen Boden seines Ackerlandes ab, um der Erde eine magere Ernte abzuringen. Eines Tages wollte er sich mit seinem Schicksal nicht mehr abfinden. So schlich er in der Nacht zur Geisterstunde auf seinen Acker und versetzte die Grenzsteine, um seine Ackerfläche zu vergrößern. Dabei blieb er nicht unbeobachtet. Der Teufel höchstpersönlich überraschte ihn bei seiner schändlichen Tat. Bauer Speith erzählte dem Teufel von seinem armseligen Leben, um seine Handlung zu rechtfertigen. Der Teufel täuschte ihm daraufhin sein Mitleid vor und machte einen Vorschlag. Er bot dem armen Bauern einen Beutel voller Geld. Als Gegenleistung sollte er dafür lediglich seine Seele an den Teufel verkaufen. Der Bauer durchschaute die List des Teufels und schlug kurzerhand eine Wette vor. Derjenige von ihnen, der einen Stein am weitesten werfen könne, solle den Geldbeutel bekommen. Siegessicher ließ sich der Teufel auf die Wette ein. Er suchte am Rand des Sees nach einem gewaltigen Stein und warf ihn auf den Heronger Buschberg hinauf. Währenddessen hatte der Bauer unbemerkt einen Vogel gefangen und hielt diesen in der Hand, um es dem Teufel gleichzutun. Er warf den Vogel in die gleiche Richtung. Dieser entfaltete seine Flügel und flog weit über die Stelle hinaus, an der der Riesenstein aufgeschlagen war. So rettete der Bauer Speith seine Seele, kam zu einem Beutel voller Geld und der Teufelsstein zu seinem Namen.
Der Sage nach schleuderte der Teufel den Riesenstein mit einer derartigen Wucht, dass der Stein dabei verformt wurde. Die Vertiefungen, die seine Finger im Stein hinterließen, seien heute noch sichtbar.
Im Mitgliederverzeichnis der Mutter-Gottes-Bruderschaft Herongen aus dem Jahr 1815 wird tatsächlich ein Träger des Namens Speith aufgelistet.